# Colazione in pelliccia
Colazione in pelliccia (Déjeuner en fourrure) è una scultura del 1936 realizzata da Meret Oppenheim.
Viene ricordata per essere la più citata delle sculture surrealiste.

## Storia
Il nome dell'opera è ispirato ad una conversazione fra Oppenheim (allora ventitreenne), Pablo Picasso e la sua allieva Dora Maar in un locale parigino dove si discusse del ruolo sociale dei caffè. Picasso dichiarò che qualunque cosa poteva essere rivestita di pelliccia, mentre la Oppenheim ribatté che ciò poteva essere fatto "anche con questa tazza e il suo piattino".
Oppenheim creò ed esibì l'opera come parte della prima esibizione della Exposition surréaliste d'objets tenuta nella Galerie Charles Ratton. L'opera venne originalmente nominata da Oppenheim Tazza, piattino e cucchiaio ricoperti di pelliccia, tuttavia André Breton decise di rinominarla con un titolo che fa riferimento alla Colazione sull'erba di Édouard Manet.
Più tardi, nel 1936, l'opera venne esibita nella London International Surrealist Exhibition, dove venne notata da Alfred H. Barr Jr. Egli la fece successivamente esporre nella mostra Fantastic Art, Dada, Surrealism, che venne tenuta nel MoMA di New York durante l'inverno a cavallo fra il 1936 e il 1937. I visitatori definirono il lavoro di Oppenheim "la quintessenza dell'oggetto surrealista". Successivamente Barr la acquistò per cederla al museo dove divenne parte della sua collezione permanente. Così come era accaduto nella Exposition parigina, la Colazione in pelliccia godette un grande successo anche a New York.

## Descrizione
Colazione in pelliccia consiste in una tazza da te, munita di cucchiaio e piattino, interamente ricoperta di pelliccia. Così come in altre opere surrealiste, viene adottato un calembour visivo, mentre viene messa in risalto l'incongruenza e l'impraticabilità della combinazione tazza/pelliccia.
Inoltre, il lavoro si concilia con le teorie di Breton sulla "crisi dell'oggetto".
Seguendo prettamente il metodo del ready-made, i tre elementi che compongono l'opera sono oggetti comuni che vennero acquistati al Monoprix, una grande distribuzione organizzata di Parigi, mentre la pelliccia che li riveste proviene invece da una procapra.